# Museu do vidro
O Museu do vidro é um museu localizado na cidade de Monterrey, Novo León, México.
Em suas salas pode-se apreciar peças em cristais naturais pré-hispânicos, vidro colonial, vidro popular, uma botica do século XIX, o salão de vitrais, os inícios da indústria e, na cobertura, a galeria de arte contemporânea e de exposições temporárias.

## História
Em 1992, o Museu do vidro abre suas portas ao público com a firme missão de preservar, conservar e difundir o patrimônio nacional em vidro bem como fomentar o apreço pela arte em vidro no México.
O edifício de três andares que ocupa atualmente o museu abrigou a partir de 1909 os primeiros escritórios gerais da Vidriera Monterrey, hoje Vitro. O projeto esteve a cargo de dom Roberto G. Sada, pioneiro da indústria do vidro no México.
O museu conta, em seu primeiro pavimento, com o tradicional vidro europeu dos séculos XVI ao XIX, a chegada deste ao continente Americano e sua comparação com a produção européia. O vidro pulquero, de origem mexicana, é outro dos atrativos que se encontram neste andar.
O segundo pavimento está dedicado ao vidro popular e industrial. Em suas salas podem-se apreciar vários exemplares do vidro artesanal, produzidos tanto por autores anônimos como por nomes reconhecidos. No mesmo andar exibe-se uma tradicional botica do século XIX e uma série de exemplares de vidro farmacêutico da época. Finalmente, como última parte do percurso desta seção, se dedicam três salas ao vidro industrial no México.
A cobertura do museu, terceiro pavimento, inicialmente utilizado como sala de exposições temporárias, abriga atualmente a coleção permanente de arte contemporânea em vidro, integrada por obras de artistas locais, nacionais e internacionais.